# Savanté Stringfellow
Savanté Stringfellow (* 6. listopadu 1978 Jackson) je bývalý americký sportovec, atlet, který se specializoval na skok daleký.
Na začátku 21. století patřil do světové špičky skokanů do dálky – v 2001 získal stříbrnou medaili na mistrovství světa v Edmontonu, v roce 2004 se stal halovým mistrem světa v této disciplíně. Jeho osobní rekord 852 cm znamenal v roce 2002 nejlepší světový výkon dané sezóny.